# Akt o ustanovitvi londonske policije leta 1829
Akt o ustanovitvi londonske policije leta 1829 (angleško: Metropolitan Police Act 1829) (10 Geo.4, C.44) je zakon, ki ga je v parlamentu Združenega Kraljestva predstavil Sir Robert Peel. Zakon je predvideval ustanovitev mestne policije za urbano področje Londona. Zakon je predvideval zamenjavo starega in neučinkovitega sistema paznikov. V zakonu so bila predstavljena zakonodajna pooblastila, kar je pomenilo nastanek prve moderne policije v Združenem kraljestvu Velike Britanije in Severne Irske.
Tako imenovani "bobby" in "peeler" so bili predstavljeni kot novi model za moderno policijo v urbanem območju mest  po celotni državi.
Do sprejetja zakona leta 1829 je veljal Statute of Winchester statut z leta 1285. Statut je bil veljaven v času med letom 1829 in 1895.

## Organiziranost
V prvem členu zakona je bilo določeno, da se ustanovi Policijski urad za mesto London. Določeno je bilo, da se imenujeta dva komisarja, kot »Sodnika za mir«.
V četrtem členu zakona je bilo opredeljeno območje delovanja londonske policije. Večji del okrožja je pripadal Westminstru, ter z okrožji Middlesex, Surrey in Kent. Okrožja so morala zagotavljati zadostno število primernih moških, da se po potrebi, in odločitvi Kralja ter usmeritvah dveh komisarjev organizirali policijske enote. Enote so lahko delovale v vseh omenjenih okrožjih in niso bile omejen samo na mesto London.
V šestem členu je bilo opredeljeno kaznivo dejanje za lastnike javne hiše, ki je bilo omejeno na londonsko pristanišče in čas delovanja policije v pristanišču.
V sedmem členu so  opisane pristojnosti  policijskih sil. Opredeljeno je bilo, da lahko policija aretira  izgubljene, brezdomne in neurejene osebe, za katere ugotovi, da motijo javni red, ali za katero se ugotovi sum zlobe. In vse osebe, ki so med sončnim zahodom med osmo uro zvečer in vzhodom lune ležale na cesti, dvorišču ali katerem drugem kraju in se nedostojno vedejo.
V osmem členu je opisano kaznivo dejanje za napad ali upiranje policistu. Predvidena je bila  globa, ki ni presegala pet funtov.
V drugih členih so opredeljena policijska pooblastila za njihovo delovanje v različnih župnijah z obstoječimi "stražniki in nočno policijo". Izvajanje pooblastil se je nadaljevalo do odločitve komisarja, kateri je presodil o usposobljenosti Londonske mestne policije, da je pripravljena za prevzem odgovornosti za vsa ostala območja. V župnijah so za delo policije zaračunali posebno dajatev, ki ni presegala osem centov.
V 34 členu zakona je bilo opredeljeno, da se lahko nosilnim okrožjem dodajo tudi ostala, ki niso oddaljena dvanajsti milj. Med ta okrožja so spadala: Middlesex, Surrey, Hertfordshire, Essex in Kent. Tudi v teh okrožjih je imela pristojnost mestna policija iz Londona.

Karta prikazuje meje londonske policije z rdečo mejno črto. V centru je območje Londona.   Ostala okrožja so: Essex, Kent, Surrey, Middlesex, and Hertfordshire